# Гарбањате Монастеро
Гарбањате Монастеро (итал. Garbagnate Monastero) је насеље у Италији у округу Леко, региону Ломбардија.
Према процени из 2011. у насељу је живело 2186 становника. Насеље се налази на надморској висини од 301 м.

## Становништво
| 1936. | 1951. | 1961. | 1971. | 1981. | 1991. | 2001. | 2011. |
| ----- | ----- | ----- | ----- | ----- | ----- | ----- | ----- |
| 1.344 | 1.447 | 1.455 | 1.491 | 1.674 | 2.023 | 2.186 | 2.430 |